# Anopheles peytoni
Anopheles peytoni este o specie de țânțari din genul Anopheles, descrisă de Kulasekera, Harrison și Prashantha în anul 1988.
Este endemică în Sri Lanka. Conform Catalogue of Life specia Anopheles peytoni nu are subspecii cunoscute.